# Sid-Marlon Theis
Sid-Marlon Theis (Henstedt-Ulzburg, 26 de abril de 1993) es un jugador alemán de baloncesto. Mide 2,05 metros de altura y ocupa la posición de pívot. Pertenece a la plantilla del Rostock Seawolves de la Basketball Bundesliga de Alemania.

## Carrera profesional
Empezó a jugar en 2009 en el Team Ehingen Urspring. Jugando en el equipo juvenil junto con Kevin Bright, ganaron la NBBL en 2010 y 2011 y en 2012 perdieron en semifinales con el TSV Tröster Breitengüßbach, el equipo juvenil del Brose Baskets. En 2011 estuvo por primera vez con Alemania, jugando el Campeonato Europeo Sub-18 junto con Dennis Schröder y Paul Zipser, quedando en undécimo lugar.
En la 2.Basketball Bundesliga 2011-2012, jugó sus primeros ocho partidos con el primer equipo del Team Ehingen Urspring. En la 2013-2013 ya jugaba más de 17 min por partido con el primer equipo, quedando en octavo lugar y clasificándose por primera en su historia para los play-offs, siendo eliminados en primera ronda por el SC Rasta Vechta.
En la 2013-2014 aumentó sus promedios y el equipo quedó en tercer lugar, volviendo a ser eliminados en primera ronda de play-offs, esta vez por el Nürnberger Basketball Club. Para la temporada 2014-2015 dio el salto y fichó por el Basketball Löwen Braunschweig, donde en su primera temporada jugó 16 partidos con algo menos de 5 min de media.
En la temporada 2019-20, firma por el Eisbaren Bremerhaven de la ProA, la segunda categoría del baloncesto alemán.
En la temporada 2020-21, firma por el Rostock Seawolves de la ProA. En la temporada siguiente lograría el ascenso de categoría.
En la temporada 2022-23, forma parte de la plantilla del Rostock Seawolves de la Basketball Bundesliga de Alemania.